# Topolovățu Mare, Timiș
Topolovățu Mare este satul de reședință al comunei cu același nume din județul Timiș, Banat, România.